# Thor Vilhjálmsson
Thor Vilhjálmsson (né à Édimbourg le 12 août 1925 et mort à Reykjavik le 2 mars 2011) est un écrivain islandais majeur de son époque. Il gagne le grand prix de littérature du Conseil nordique en 1988 pour son roman Grámosinn glóir (La mousse grise brûle).

## Œuvres
- 1950 Maðurinn er alltaf einn
- 1954 Dagar mannsins
- 1957 Andlit í spegli dropans
- 1968 Fljótt, fljótt sagði fuglinn (Vite, vite, disait l'oiseau)
- 1970 Óp bjöllunnar
- 1972 Folda : þrjár skýrslur
- 1975 Fuglaskottís
- 1976 Mánasigð
- 1977 Skuggar af skýjum
- 1979 Turnleikhúsið
- 1986 Grámosinn glóir (La mousse grise brûle)
- 1989 Náttvíg (Nuits à Reykjavík)
- 1994 Tvílýsi
- 1998 Morgunþula í stráum (Comptine matinale dans les brins d'herbe)
- 2002 Sveigur